# Cruguel
Cruguel (in bretone: Krugell) è un comune francese di 638 abitanti situato nel dipartimento del Morbihan nella regione della Bretagna.

## Società

### Evoluzione demografica
Abitanti censiti